# James Bass (Basket-ball)
James Bass, né le 25 décembre 2005 en Gambie, est un joueur de basket-ball Sénégalo-gambien qui évolue à l’université du Tennessee à Martin au poste de centre.

## Biographie

### Enfance et études au Sénégal
Né en Gambie, mais le jeune basketteur de 19 ans a grandi au Sénégal avec sa mère, plus précisément à Bakel (Tambacounda). C’est dans cette région que James Bass a fait ses études élémentaires à l’éÉcole primaire Tinder Waranka Ndiaye].
Pour le collège, le géant basketteur de 2,08 cm l’a fait à Saint-Louis où vivent sa mère et sa grand-mère. De 6ᵉ à la classe de 4ᵉ collège, James Bass l’a fait à Didier Marie de Saint-Louis avant de se déplacer à Dakar en 2020.
Comme la plupart des jeunes de son âge, James Bass pratique du basket-ball depuis très jeune, mais il le faisait juste pour un passe-temps. C’est en 2020 que Bass s’est rendu compte qu’il pouvait réussir au basket-ball. Deux ans après, le natif de la Gambie a voyagé aux États-Unis pour poursuivre ses études. Aux États-Unis, il continue les études en même temps que sa passion qui est le basket-ball.

### Carrière aux USA
Arrivée aux USA lors de la saison 2021-2022, James Bass a intégré le lycée Central Pointe Académie et il a joué deux ans pour AAU Southeast Elite Basketball. La saison suivante, à savoir 2022-2023, James Bass et son club ont gagné la SIAA championnat de Floride.
Lors de la saison 2023-2024 et de la saison 2024-2025, le basketteur né en 2005 a joué avec l’équipe du lycée Campbell Hall et il a été nommé MPV des ALL-Star games battles of the Valley en scorant 30 points. À l’issue de la saison avec Campbell Hall, il a défendu les couleurs de Vegas Elite, le club qui a formé beaucoup de joueurs qui évoluent aujourd’hui à la NBA, dont le Sénégalais Mohamed Gueye sociétaire des Hawks d'Atlanta.
En plus de sa carrière de basket-ball au lycée, Bass a concouru avec Vegas Elite sur le circuit Nike EYBL, perfectionnant encore ses compétences contre la concurrence de haut niveau. Sa performance lui a valu des offres de la Division I, y compris de l'université du Nord de l'Arizona. En novembre 2024, il s'est engagé à jouer au basket-ball à l'université du Tennessee à Martin pour la saison 2025-2026.
Au-delà du basket-ball, Bass est également impliqué dans l'athlétisme à Campbell Hall, démontrant sa polyvalence sportive. En 2024, il a atteint une marque de saut en longueur de 19 pieds, 0,5 pouce, ce qui le place parmi les plus performants de l'histoire de l'école.